# Comerica Bank Challenger 2013
Il Comerica Bank Challenger 2013 è stato un torneo di tennis facente parte della categoria ATP Challenger Tour nell'ambito dell'ATP Challenger Tour 2013. È stata la 26ª edizione del torneo che si è giocata ad Aptos negli USA dal 5 all'11 agosto 2013 su campi in cemento e aveva un montepremi di $100,000.

## Partecipanti singolare

### Teste di serie
| Nazionalità | Giocatore       | Ranking* | Testa di serie |
| ----------- | --------------- | -------- | -------------- |
| Argentina   | Guido Pella     | 76       | 1              |
| Russia      | Evgenij Donskoj | 84       | 2              |
| Stati Uniti | Steve Johnson   | 101      | 3              |
| Stati Uniti | Ryan Harrison   | 107      | 4              |
| Stati Uniti | Wayne Odesnik   | 123      | 5              |
| Stati Uniti | Bobby Reynolds  | 138      | 6              |
| Germania    | Miša Zverev     | 140      | 7              |
| Stati Uniti | Wang Yeu-tzuoo  | 144      | 8              |

- Ranking al 29 luglio 2013.

### Altri partecipanti
Giocatori che hanno ricevuto una wild card:
- Andre Dome
- Mitchell Krueger
- Dennis Novikov
- Tennys Sandgren

Giocatori che sono passati dalle qualificazioni:
- Farruch Dustov
- James McGee
- Denys Molčanov
- John-Patrick Smith
- James Ward (lucky loser)

Giocatori che hanno ricevuto un entry come special exempt:
- Daniel Evans
- Greg Jones

## Vincitori

### Singolare
Bradley Klahn ha battuto in finale  Daniel Evans con il punteggio di 3–6, 7–6(5), 6–4.

### Doppio
Jonathan Erlich /  Andy Ram hanno battuto in finale  Chris Guccione /  Matt Reid con il punteggio di 6–3, 6(6)–7, [10–2].